# Lebersche Optikusatrophie
Die Lebersche Optikusatrophie (englisch Leber's hereditary optic neuropathy, kurz  LHON; synonym: Lebersche Hereditäre Optikus-Neuropathie, Lebersche hereditäre Optikusatrophie oder Leber-Optikusatrophie) ist eine seltene, neurodegenerative Erbkrankheit der Ganglienzellen des Sehnervs und gehört als Mitochondriale Retinopathie zur Gruppe der Mitochondriopathien. Einem anfänglich oft einseitigen schmerzlosen Visusverlust bis zur Erblindung eines Auges folgt innerhalb von Wochen bis maximal neun Monaten in der Regel auch das andere Auge. Gelegentlich treten auch extra-okuläre Symptome auf, was manchmal als „LHON plus“ bezeichnet wird.
Die Lebersche Optikusatrophie ist nicht mit der Leberschen Kongenitalen Amaurose zu verwechseln, einer schweren progressiven Retina-Degeneration im Säuglings- und Kindesalter.

## Geschichte
Die Lebersche Optikusatrophie wurde nach dem deutschen Augenarzt und Wissenschaftler Theodor Leber benannt, der sich mit den Zirkulations- und Ernährungsstörungen des Auges befasste und die Krankheit erstmals 1876 beschrieb.
Sie war die erste Krankheit, bei der eine mitochondriale Mutation als Ursache erkannt wurde.

## Häufigkeit
Die Häufigkeit (Prävalenz) liegt bei etwa 1:50.000. Andere Quellen sprechen von 1:100.000 Die Erkrankung tritt meist im Alter von 15 bis 35 Jahren auf. Männer sind 2,1- bis 7,7-mal häufiger betroffen als Frauen. Bei Kindern sind Symptome sehr selten.

## Ursache
Die Lebersche Optikusatrophie ist vererblich und wird nur von Frauen (maternal) übertragen, aber bei bis zu 50 % der Betroffenen finden sich keine Fälle in der Familie, es liegt eine Neumutation vor.
Es liegt eine Genmutation in einem der mitochondrialen Gene vor, die die Protein-Untereinheit der NADH-Dehydrogenase codieren. Die Atmungskette in der inneren Membran der Mitochondrien dient der menschlichen Zelle zur Energiegewinnung, bei der über einen Elektronentransport und eine Redoxreaktion Energie in Form von Adenosintriphosphat (ATP) bereitgestellt und Sauerstoff verbraucht wird.
Bei 95 % der Patienten findet sich eine der drei häufigsten Punktmutationen. Dabei ist der Austausch von Guanin für Adenin an der Position 11778 (m.11778G>A) am häufigsten. Die beiden anderen Mutationen sind ein Austausch von Guanin für Adenin an Position 3460 (m.3460G>A) und ein Austausch von Thymin für Cytosin an Stelle 14484 (m.14484T>C). Alle diese Mutationen führen zu einer verminderten ATP-Produktion und somit zu einem Energiemangel in der Zelle. Bei der letztgenannten Mutation (m.14484T>C) erscheint die Penetranz oft vermindert und diese Mutation ist als einzige selten mit einer Spontanremission nach einem bis zwei Jahren assoziiert.
Da die meisten Mutationen „homoplasmisch“ sind, also in allen Körperzellen vorkommen, kann die genetische Diagnostik an einer Blutprobe durchgeführt werden. Entweder erfolgt bei entsprechendem Verdacht eine gezielte Suche in der mitochondrialen DNA, oder eine Komplettsequenzierung der mitochondrialen DNA.
Die Mutation allein ist zwar notwendig, aber nicht hinreichend für einen Krankheitsausbruch und weitere nichtgenetische Faktoren scheinen eine Rolle zu spielen. Dazu zählen die Anzahl der mitochondrialen DNA-Kopien, der Haplotyp, und Zellkern-Modifikatoren, aber auch möglicherweise Umweltfaktoren wie Alkoholkonsum, Tabakkonsum und andere toxische Expositionen. Auch der Spiegel der Sexualhormone spielt möglicherweise eine Rolle. Es wird vermutet, dass diese Faktoren zu einer Zunahme „freier Radikale“ führen mit einer Abnahme der intrazellulären ATP-Produktion und einer Unterbrechung des Redox-Gleichgewichts führen, und so schließlich die Apoptose der retinalen Ganglienzellen und eine Degeneration des Optikusnervs triggern.

## Klinisches Bild
Im Verlauf der Krankheit kommt es zum Schwund (Degeneration) retinalen Ganglienzellen und von Nervenzellen des Nervus opticus. Dies führt anfangs meist zu einer verminderter Wahrnehmung der Farben Rot und Grün und später zu zentralen Gesichtsfeldausfällen (Skotom) mit entsprechendem Verlust der Sehschärfe und früher oder später zur Erblindung. Durch das Zentralskotom versuchen Patienten oft, mit parafoveolaren Netzhautstellen einen Gegenstand zu betrachten, was den Eindruck erweckt, sie würden an dem Objekt vorbeisehen.
Die Fundoskopie zeigt im akuten Stadium eine abgeblasste Sehnervenpapille, wie sie sich auch bei anderen Krankheiten des Sehnerven findet und nicht selten zu einer anfänglichen Fehldiagnose und -behandlung führen kann. Es kommt im weiteren Verlauf zu Hyperämie, Erweiterung der Arteriolen, geschlängelten Gefäßen und peripapilläre Teleangiektasien. Die perimetrischen Untersuchungen zeigen ein deutliches zentrales Farbskotom für Rot und Grün, gefolgt von einem relativen, später absoluten Zentralskotom für Weiß. Durch die primäre Degeneration der Netzhaut und des Sehnerven kann es zu Sekundärveränderungen am Tractus opticus und im Corpus geniculatum laterale kommen.
Die Ableitung eines Muster-VEP liefert in der Regel für alle Mustergrößen keine signifikanten Reizantworten.
In der Kernspintomographie zeigt sich oft nur eine hyperintense Darstellung der posterioren Anteile des Sehnervs.
Ein vollständiger Sehschärfenverlust kann bereits unmittelbar bei Krankheitseintritt vorliegen oder sich über einen Zeitraum von bis zu zwei Jahren kontinuierlich entwickeln. Die Aussicht auf eine Wiederherstellung des Visus ist gering. Die Endsehschärfe, die sich nach maximal etwa zwei Jahren einstellt, liegt bei rund 2–5 Prozent. Nur selten kann sich die Sehkraft spontan erholen, was meist mit einer m.14484T>C-Mutation assoziiert ist. Eine solche Erholung tritt zwischen ein und zwei Jahren nach Krankheitsausbruch auf.
In etwa der Hälfte der Fälle beginnt die Lebersche Optikusatrophie einseitig und befällt dann in einem Zeitraum von Tagen bis Monaten auch das andere Auge.
In schweren Fällen können zusätzliche neurologische Symptome auftreten. Hierzu zählen motorische Bewegungsstörungen, Veränderungen der weißen Hirnsubstanz im zentralen Nervensystem (durch den Verlust an Gliazellen), was vor allem in der Kernspintomographie auffallen kann. Auch muskuläre Schwäche, Sensibilitätsstörungen, Laktatazidose und andere typische „mitochondriale“ Symptome wie bei anderen Mitochondropathien können auftreten. Liegen solche „extraokulären“ Symptome vor, wird manchmal auch von der „LHON plus“ gesprochen.

## Diagnostik
Die Diagnosestellung erfolgt anhand des klinischen Bildes und erfordert einen molekulargenetischen Nachweis der Punktmutation. Nicht selten wird zu Beginn der Krankheit eine Retrobulbärneuritis angenommen. Oft erfolgt die Diagnose verspätet und erst an spezialisierten neuroophthalmologischen Zentren.

## Differentialdiagnostik
Differentialdiagnostisch ist unter anderem die Abklärung einer Optikusneuritis im Zusammenhang mit einer Multiplen Sklerose durch einen Neurologen von Bedeutung. Abzugrenzen sind jedoch auch toxische und durch Mangelernährung ausgelöste nutritive Optikusneuropathien, die Anteriore Ischämische Optikusneuropathie (AION), die Optikushypoplasie, die Autosomal-dominante Optikusatrophie (ADOA), die Neuromyelitis optica (NMO), das Rosenberg-Chutorian-Syndrom und das Hagemoser-Weinstein-Bresnick-Syndrom.

## Therapie
Seit Oktober 2015 ist zur Behandlung von Sehstörungen bei Erwachsenen und Jugendlichen ab 12 Jahren, die an LHON erkrankt sind, der Wirkstoff Idebenon (Handelsname Raxone, Hersteller Santhera Pharmaceuticals) in Deutschland verfügbar, nachdem es im September 2015 durch die Europäische Kommission zugelassen wurde. In den USA ist das Medikament nicht zugelassen. Der kurzkettige Wirkstoff soll als Coenzym Q-Analog wirken und den Komplex I der Atmungskette (und seine Fehlfunktion) umgehen, wodurch die Elektronen direkt auf Komplex III übertragen werden.
Inzwischen wird auch ein gentherapeutischer Ansatz diskutiert, allerdings bisher nur für die häufigste Mutation (m.11778G>A). Dabei werden mit einem Adenovirus-assoziierten Vektor intakte mitochondriale NADH-Gene durch intravitreale Injektionen eingeschleust und so eine Remission der Sehschwäche erwirkt. Mit anderen Worten: Bei einer Gentherapie werden defekte Gene ausgetauscht oder repariert. Sie wurde bereits in mehreren klinischen Studien für LHON untersucht. Die einmalige Injektion war in zwei Phase-3-Studien gut verträglich und wirksam. Aufgrund dieser positiven Ergebnisse wurde eine Zulassung des Gentherapeutikums seitens des beteiligten französischen Pharmaunternehmens GenSight Biologics im September 2020 bei der EMA beantragt. Ein so genanntes Expanded-Access-Programm (EAP), das dem Patienten die Therapie bereits vor der Zulassung ermöglicht, ist vorhanden.
Darüber hinaus werden zahlreiche Nahrungsergänzungsmittel und Medikamente vorgeschlagen, um den Krankheitsverlauf zu modifizieren oder einen Krankheitsausbruch zu verzögern, da neben der mitochondrialen Mutation weitere Faktoren eine Rolle beim Krankheitsausbruch spielen. Besonders wird empfohlen, auf Alkoholkonsum und Rauchen zu verzichten. Die meisten „Modifikatoren“ haben zum Ziel, die Anzahl und Größe der intrazellulären Mitochondrien zu erhöhen, oder oxidativen Schaden abzuwenden.
Da die Degeneration nicht entzündlich ist, wirken auch Entzündungshemmer nicht, insbesondere Glucocorticoide führen nicht zu einer klinischen Verbesserung.
Da die Optikusneuropathie maternal vererbt wird, sollte nach Diagnosestellung eine humangenetische Beratung erfolgen und empfohlen werden, auch Geschwister, Mutter und weitere weibliche Verwandte ebenfalls zu testen. Bei Frauen sollten auch deren Kinder einbezogen werden und eine Familienberatung erfolgen.

## Videos
- Video auf www.lhon.de
- 2014 LHON Conference – Part 3 „What Triggers Vision Loss in LHON?“ (engl.)
- 2014 LHON Conference – Part 9 „Developing the Global LHON Community“ (engl.)
- 2015 LHON Conference – The Science of LHON from the Patient Perspective (engl.)